# Saint-Samson-de-Bonfossé
Saint-Samson-de-Bonfossé – miejscowość i dawna gmina we Francji, w regionie Kraj Loary, w departamencie Maine i Loara. W 2013 jej populacja wynosiła 895 mieszkańców. 
1 stycznia 2016 z połączenia czterech ówczesnych gmin – Gourfaleur, La Mancellière-sur-Vire, Saint-Romphaire oraz Saint-Samson-de-Bonfossé – utworzono nową gminę Bourgvallées. Siedzibą gminy została miejscowość Saint-Samson-de-Bonfossé. 